# Protestantyzm w Nikaragui
Protestantyzm w Nikaragui – wyznawany jest przez 26,5% społeczeństwa i obejmuje ponad 1,5 miliona osób. Większość protestantów w Nikaragui to zielonoświątkowcy (19,7%), a największą denominacją są Zbory Boże. Inne większe grupy to: baptyści (ok. 3%), adwentyści dnia siódmego (1,7%) i bracia morawscy (1,6%). 

## Historia
Niemieccy misjonarze morawscy którzy pracowali wśród plemienia Miskito jako pierwsi przynieśli protestantyzm do Nikaragui w XIX wieku. Te wczesne prace doprowadziły do powstania silnego Kościoła Morawskiego wśród rdzennej ludności. Inne grupy protestanckie przybyły do Nikaragui po 1900 roku. Central American Mission rozpoczęła jako pierwsza ale na skutek podziału wewnętrznego, utraciła wiele ze swojej zdolności do ewangelizowania. Adwentyści Dnia Siódmego rozpoczęli pracę misyjną około 1904 roku. Następnie około 1917 roku przybyli amerykańscy baptyści i w 1936 denominacja zielonoświątkowa Zbory Boże.

## Statystyki
Największe kościoły w kraju, w 2010 roku, według Operation World i Prolades (*): 
| Kościół                                         | Liczba członków | Liczba wiernych | Procent ludności |
| Zbory Boże                                      | 260 tys.        | 425 tys.        | 7,3%             |
| Kościół Adwentystów Dnia Siódmego               | 63 871          | 99 tys.         | 1,7%             |
| Bracia morawscy                                 | 24,3 tys.       | 91,5 tys.       | 1,57%            |
| Kościół Boży (Cleveland)                        | 36,1 tys.       | 90 tys.         | 1,55%            |
| Narodowa Konwencja Baptystyczna                 | 36 tys.         | 79,2 tys.       | 1,36%            |
| Kościół Apostolski Wiary w Jezusa Chrystusa     | 25 tys.         | 77,5 tys.       | 1,33%            |
| Zjednoczona Misja Ewangeliczno-Zielonoświątkowa | 25 tys.*        | bd              | bd               |
| Misyjny Zielonoświątkowy Kościół Boży           | 16,8 tys.       | 58 tys.         | 1,0%             |
| Kościół Baptystyczny „Dobrzy Samarytanie”       | 20 tys.         | 56 tys.         | 0,96%            |
| Kościół Bożych Proroctw                         | 21,3 tys.       | 50 tys.         | 0,86%            |
| Zbory Chrześcijańskie                           | 13 333          | 40 tys.         | 0,69%            |
| Chrześcijański Kościół Zielonoświątkowy         | 12,5 tys.       | 35 tys.         | 0,6%             |
| Stowarzyszenie Kościołów Chrystusowych          | 15 tys.         | 21 750          | 0,37%            |
| Kościół Nazareński                              | 11,4 tys.       | 20 tys.         | 0,34%            |
| Zjednoczony Kościół Zielonoświątkowy            | 10 588*         | bd              | bd               |